# NHK 뉴스 오하이요 미야기
NHK 뉴스 오하요 미야기(NHKニュースおはよう宮城)은 NHK 센다이 방송국에서 제작하고 방송되고 있는 NHK 종합 텔레비전의 아침 로컬 뉴스 프로그램이다.

## 방송 소개
NHK 뉴스 오하요 미야기(NHKニュースおはよう宮城)는 미야기현을 비롯한 도호쿠 지방의 뉴스와 생활소식을 전해주는 프로그램이다.

## 방송 시간
- 월 ~ 금: 오전 6시 55분~7시(5분), 7시 45분~8시(45분)
  - 공휴일: 오전 7시 25분~30분(5분)
- 일요일: 오전 7시 40분~45분(5분)
  - 도호쿠 지방 지역 뉴스 방송